# Capcom Section Z
Capcom Section Z es una Placa de arcade creada por Capcom destinado a los salones arcade.

## Descripción
El hardware Section Z fue lanzado por Capcom en 1985.
El sistema tenía un procesador central Zilog Z80.Para el audio, están destinados dos Zilog Z80, junto a dos Yamaha YM2203, y algunos PCB un Oki MSM5205 puede estar también.
A pesar de que este hardware albergó solo cuatro juegos, Capcom revive una vez más con éxito con este hardware y deja títulos ahora famosos, como Sectión Z, Legendary Wings o Troyan.

## Especificaciones técnicas

### Procesador
- Zilog Z80 trabajando a 6 MHz

### Audio
- Procesador:
  - 2 x Zilog Z80 trabajando a 4 MHz
- Chip de sonido:
  - 2 x Yamaha YM2203 corriendo a 1,5 MHz
  - Oki MSM5205 corriendo a 384 kHz para algunos juegos
- Capacidades:
  - Mono

### Video
- Resolución: 240 x 256
- Paleta de colores: 1204

## Lista de videojuegos
| Título          | Desarrollador | Editor           | Género        | Año  |
| --------------- | ------------- | ---------------- | ------------- | ---- |
| Avengers        | Capcom        | Capcom           | Beat them all | 1987 |
| Legendary Wings | Capcom        | Capcom           | Matamarcianos | 1986 |
| Section Z       | Capcom        | Capcom           | Matamarcianos | 1985 |
| Trojan          | Capcom        | Capcom / Romstar | Beat them all | 1986 |